# Luciano Zauri
Luciano Zauri, italijanski nogometaš in trener, * 20. januar 1978, Pescina, L'Aquila, Italija.
Zauri je bivši nogometni obrambni igralec. V Serie A je nastopal za Atalanto, Chievo, leta 2003 pa je prestopil v vrste Lazia. 